# Escalona
Escalona település Spanyolországban, Toledo tartományban. Escalona Almorox, Aldea en Cabo, Santa Cruz del Retamar, Quismondo, Maqueda, Hormigos, Nombela és Paredes de Escalona községekkel határos. Lakosainak száma 3801 fő (2024).

## Népesség
A település népessége az utóbbi években az alábbiak szerint változott:
| Lakosok száma | 2193 | 2542 | 3307 | 3521 | 3454 | 3349 | 3240 | 3241 | 3573 | 3801 |
|               | 2001 | 2004 | 2007 | 2009 | 2012 | 2014 | 2017 | 2019 | 2022 | 2024 |